# Triunia
Triunia es un género de árboles perteneciente a la familia Proteaceae. Es endémico de  Australia.

## Taxonomía
Triunia fue descrito por L.A.S.Johnson & B.G.Briggs y publicado en Botanical Journal of the Linnean Society 70: 175. 1975. La especie tipo es: Triunia youngiana (F.Muell.) L.Johnson & B.G.Briggs

## Especies
- Triunia erythrocarpa Foreman
- Triunia youngiana (C.Moore & F.Muell.) L.A.S.Johnson & B.G.Briggs